# Akafukumochi
 (octobre 2023).
Si vous disposez d'ouvrages ou d'articles de référence ou si vous connaissez des sites web de qualité traitant du thème abordé ici, merci de compléter l'article en donnant les références utiles à sa vérifiabilité et en les liant à la section « Notes et références ».
L'akafukumochi (赤福餅, littéralement « mochi du bonheur rouge ») est un gâteau japonais, créé il y a trois cents ans par la pâtisserie Akafuku. Il s'agit d'un genre de mochi, pâte de riz cuit à la vapeur et passé au pilon avec du an (pâte de haricots sucrée).
C'est une spécialité à la texture très tendre. À l'origine, le an était salé, le sucre étant une denrée onéreuse.
Bien qu'elle soit associée à la couleur rouge (en raison du nom, de son emballage et du logo de cette marque déposée), cette confiserie est plutôt de couleur marron rougeâtre.
C'est une spécialité très populaire au Japon et, de ce fait, elle fait l'objet de nombreuses imitations.

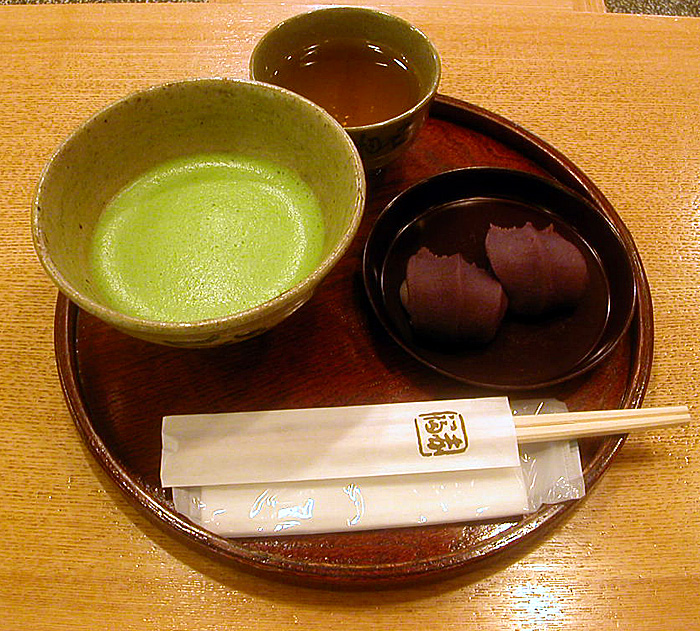
Akafukumochi avec matcha.
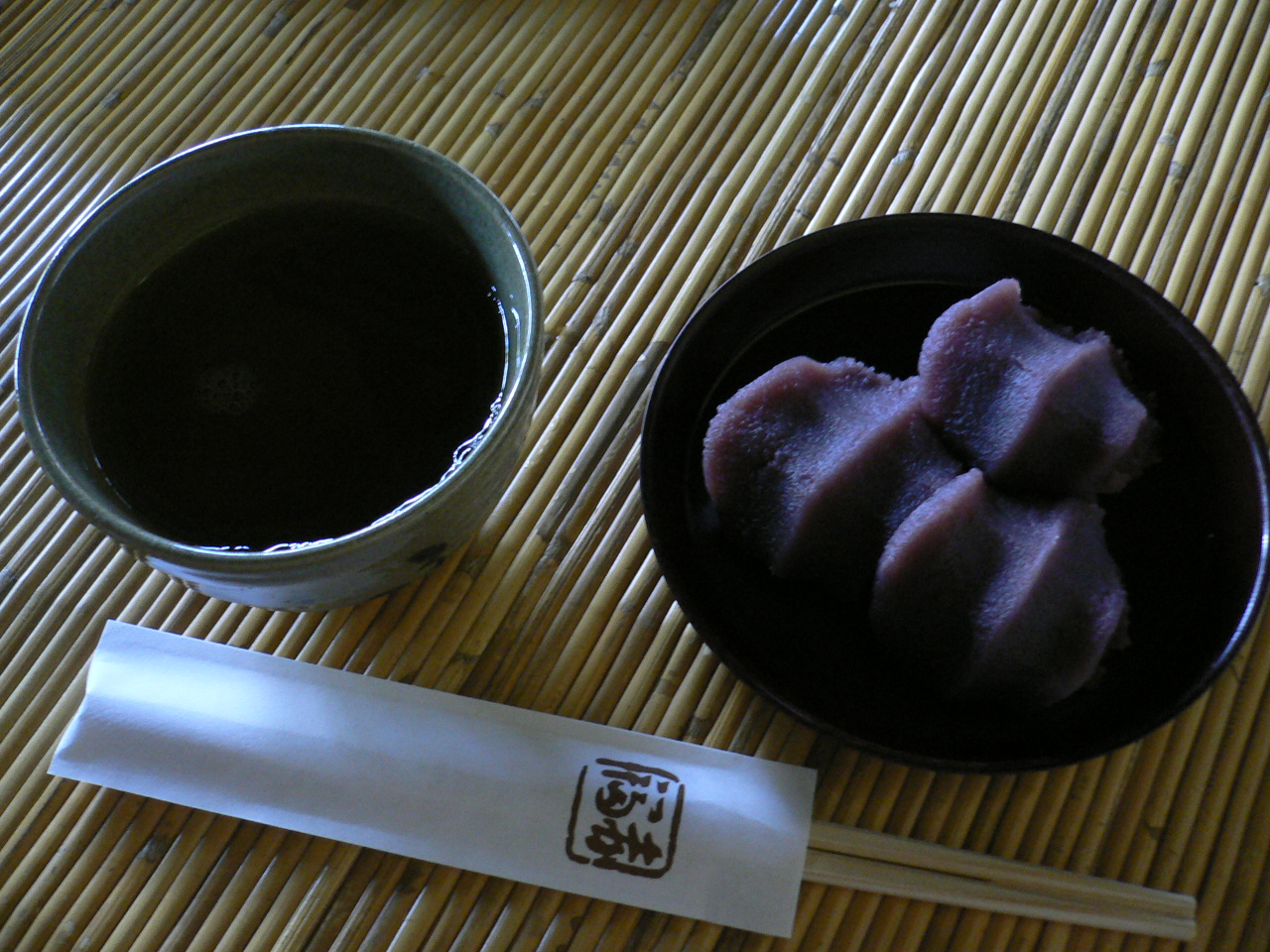
Akafukumochi.
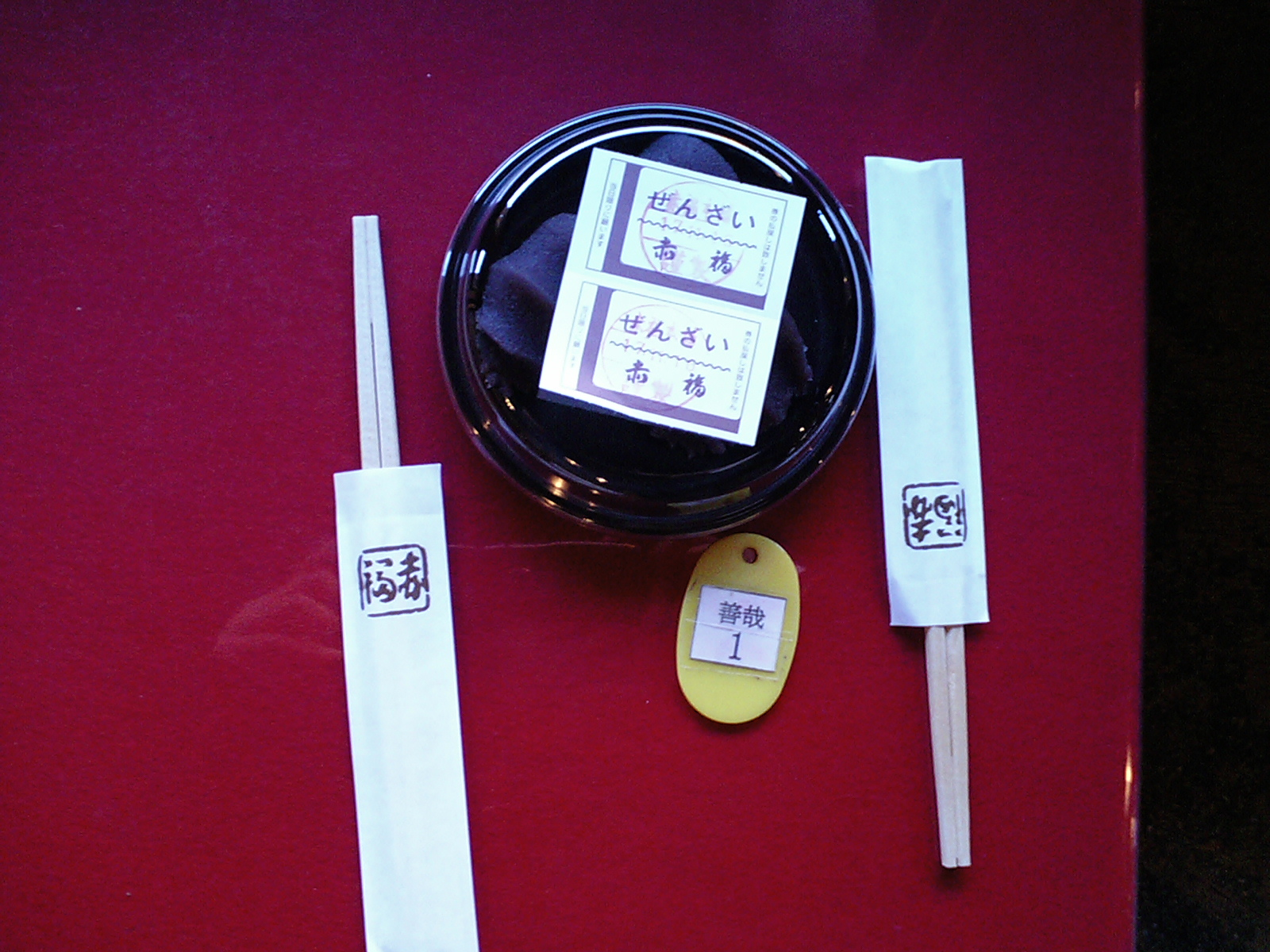
Akafukumochi.
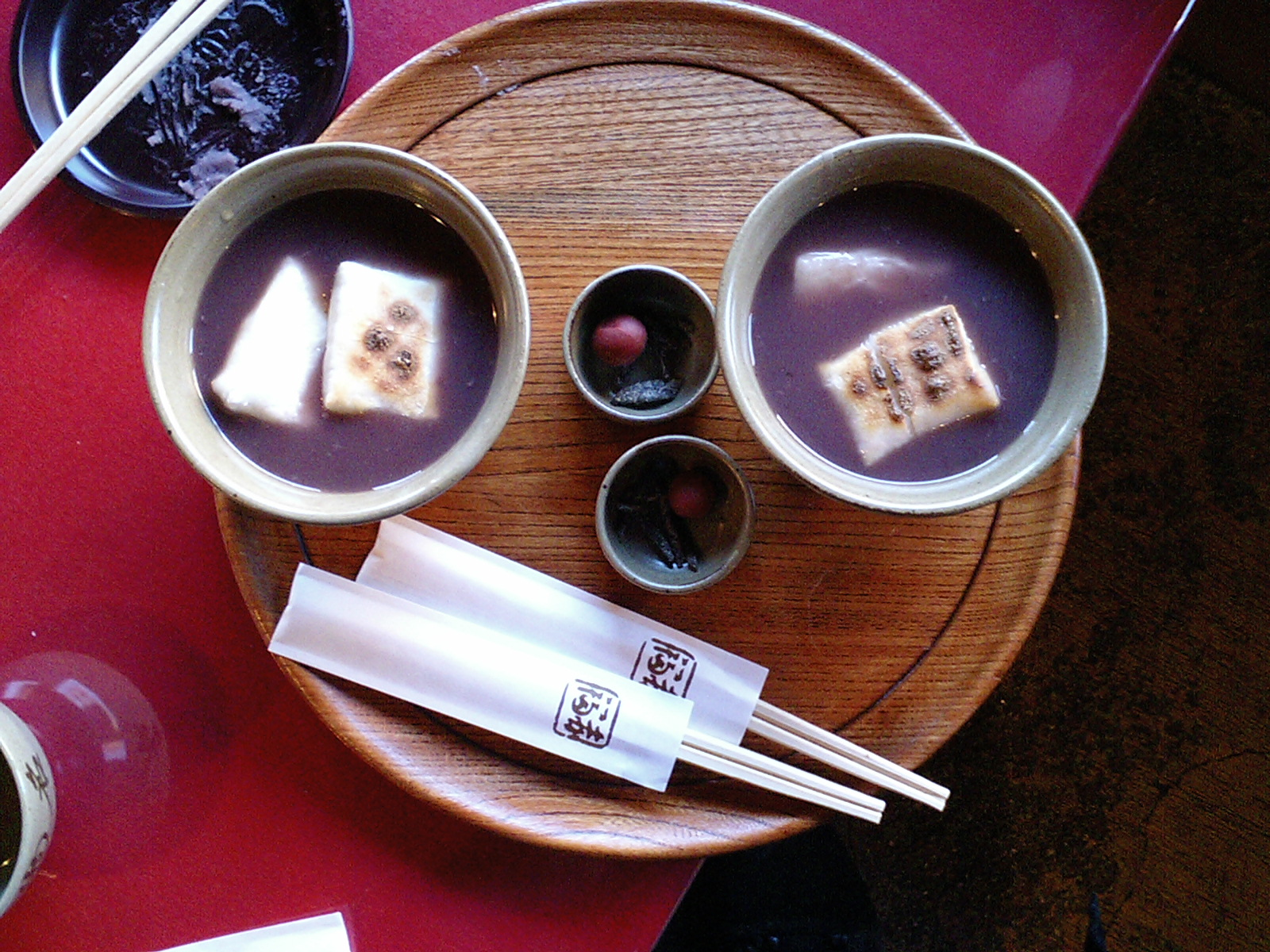
Akafuku-zenzai.